# Krasejovka
Krasejovka (Krasejov, Krasijovka, Krasejovská, německy Krassau) je malá vesnice, část obce Kamenný Újezd v okrese České Budějovice v Jihočeském kraji. Nachází se asi čtyři kilometry jižně od Kamenného Újezda. Prochází zde silnice I/3. Krasejovka je také název katastrálního území o rozloze 4,82 km². V katastrálním území Krasejovka leží i Bukovec a Milíkovice. Krasejovka leží také v katastrálním území Otmanka o rozloze 0,93 km².

## Historie
Původní ves Krasejov patřila k Pořešínu. První písemná zmínka o vesnici pochází z roku 1388, kdy jí získaly krumlovské klarisky. Klášter byl zrušen roku 1782.
Elektrifikace obce proběhla v roce 1936. Roku 1955 bylo založeno jednotné zemědělské družstvo.

## Přírodní poměry
Severozápadně od vesnice leží přírodní památka Děkanec.

## Obyvatelstvo
| Rok            | 1869 | 1880 | 1890 | 1900 | 1910 | 1921 | 1930 | 1950 | 1961 | 1970 | 1980 | 1991 | 2001 | 2011 | 2021 |
| -------------- | ---- | ---- | ---- | ---- | ---- | ---- | ---- | ---- | ---- | ---- | ---- | ---- | ---- | ---- | ---- |
| Počet obyvatel | 184  | 171  | 185  | 190  | 202  | 189  | 159  | 109  | 111  | 130  | 137  | 120  | 106  | 103  | 124  |
| Počet domů     | 27   | 25   | 25   | 25   | 26   | 26   | 27   | 28   | 47   | 23   | 27   | 29   | 31   | 34   | 38   |

## Obecní správa
Při sčítání lidu v letech 1850–1975 Krasejovka byla samostatnou obcí, se kterým patřila nejprve do okresu Český Krumlov (v letech 1850–1910 Krumlov), ale v roce 1950 v okrese České Budějovice-okolí a od roku 1960 v okrese České Budějovice. Od 1. ledna 1976 je částí obce Kamenný Újezd v okrese České Budějovice. V letech 1850–1975 k obci patřily Milíkovice.

## Pamětihodnosti
- zájezdní hostinec Bartochův dvůr (čp. 17)
- koněspřežná dráha – násep s klenutým mostkem
- výklenková kaplička
- návesní kaple z roku 1922 (datována 1920)
- litinový kříž u dvora Bartochov

## Další fotografie

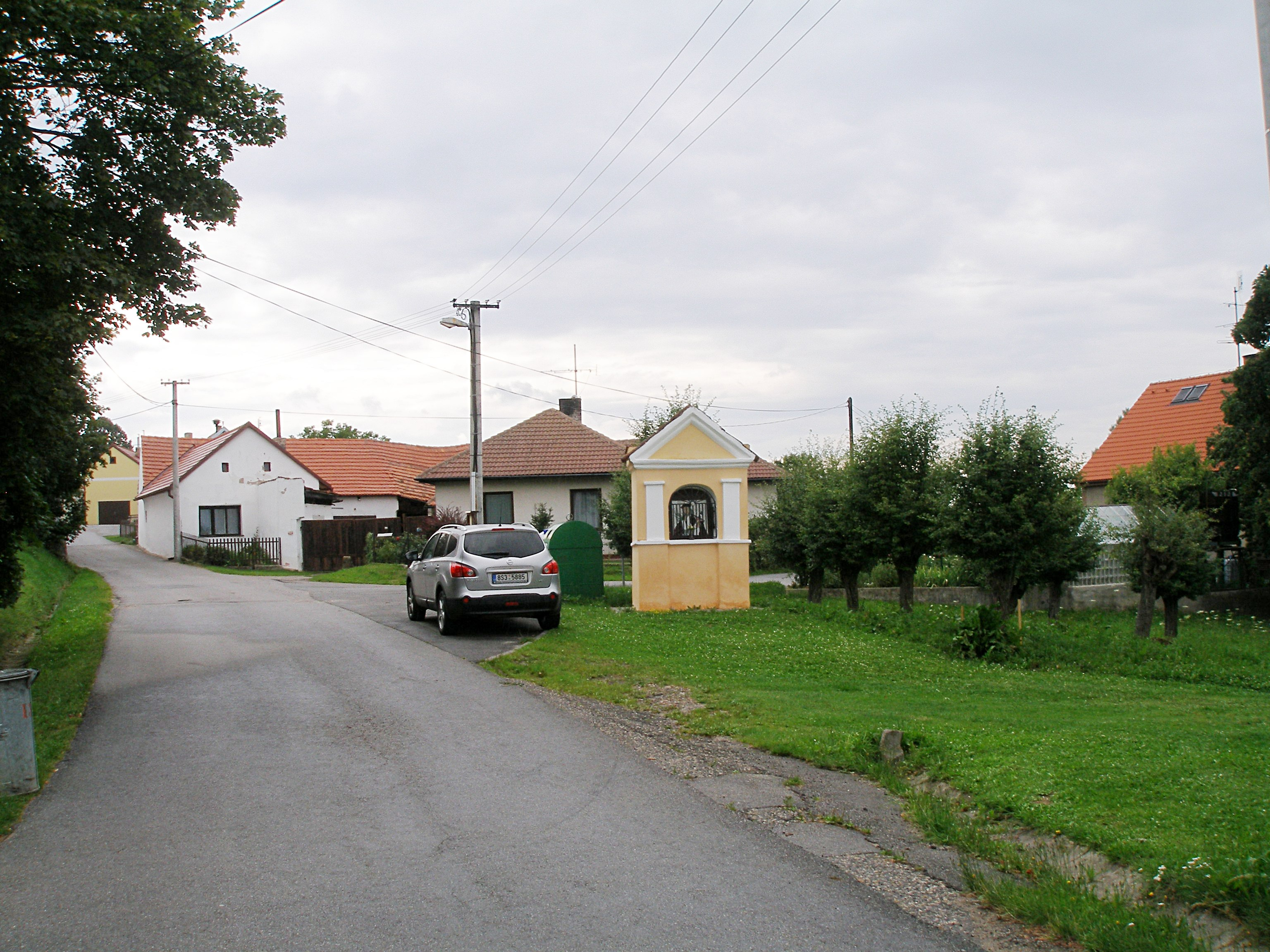
Vjezd z hlavní silnice
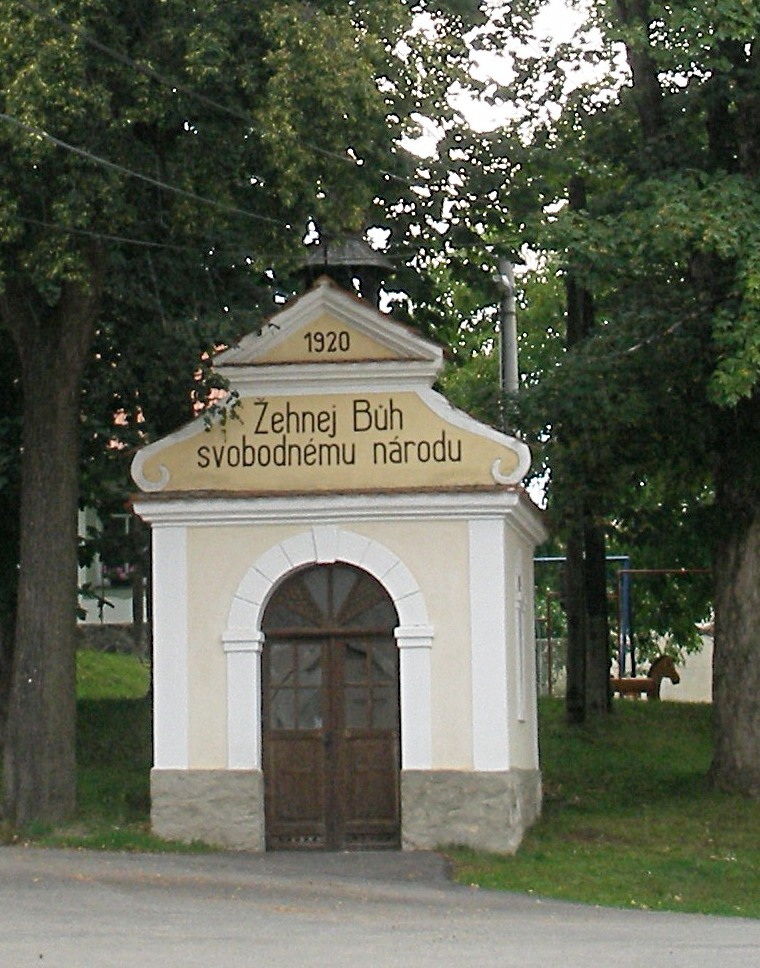
Návesní kaple
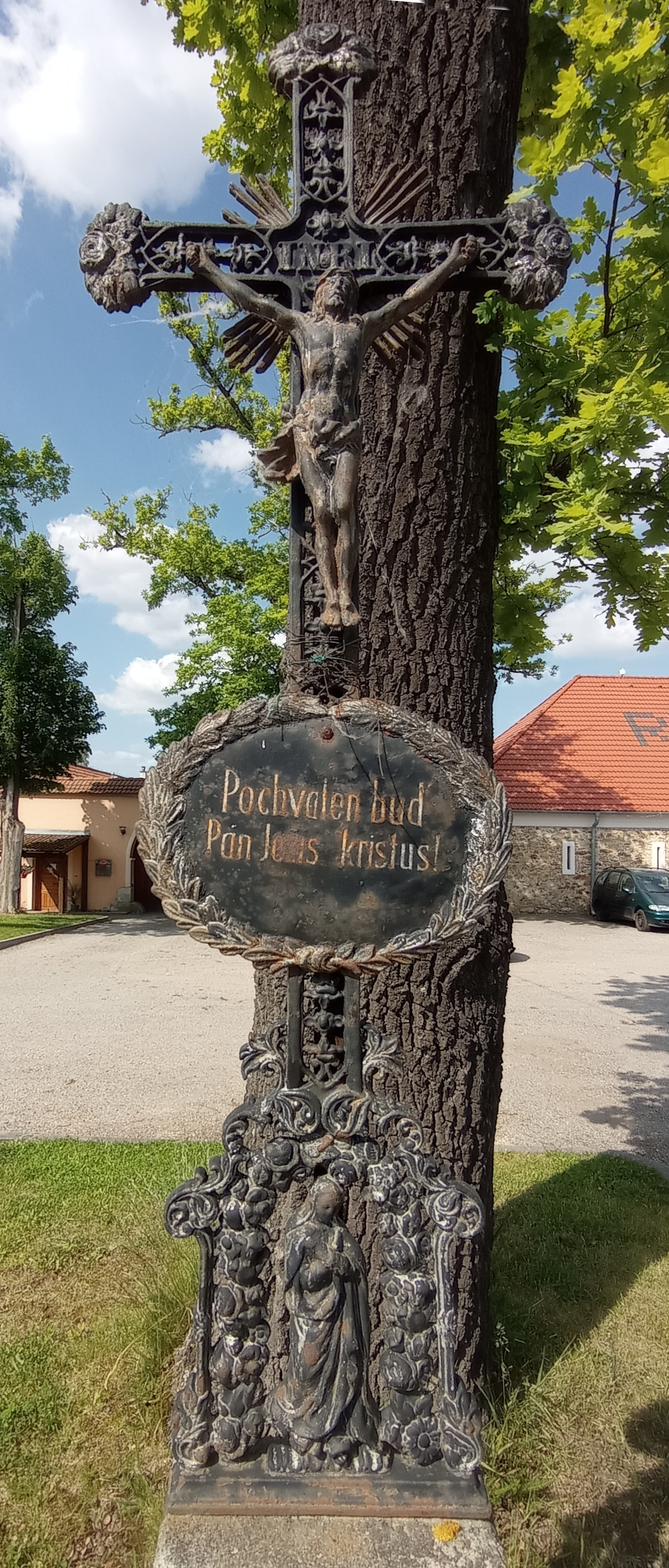
Litinový kříž v Bartochově